# Route 35 (Saskatchewan)
Pour les articles homonymes, voir Route 35.
La route 35 (en anglais : Highway 35) est une route provinciale d'orientation nord-sud de la Saskatchewan, au Canada. Elle part de la frontière entre le Canada et les États-Unis où elle rejoint l'U.S. Route 85 et se rend jusqu'à un cul-de-sac près de la rive nord du lac Tobin. Elle correspond à une portion de la CanAm Highway (en) sur sa partie entre la frontière canado-américaine et Weyburn.